# Патиент Лионский
Пациент (V век) — святой епископ Лионский. День памяти — 11 сентября.
В самом древнем Лионском списке епископов, содержащемся в евангелиарии середины IX века и составленном около 799—814 годов, имя епископа Пациента (фр. Paciens, Patiens, Patient; итал. Paziente) находится на двадцатом месте между св. Евхерием, умершим 16 ноября 449 года, и св. Лупицином, который служил до 494/495 года. Именно в этот период св. Пациент был епископом в Лионе, во второй половине V в.
Ничего не известно о жизни св. Пациента до его епископства, которое началось, скорее всего, в 450 году. То, что известно о его служении, связано с письмами св. Сидония Аполлинария, с которым св. Пациент состоял в переписке после того, как в 469/470 году тот стал епископом Оверни.
Св. Пациент воздвиг собор Святых Апостолов, позднее посвященной святому Никецию, освященной между 469 и 471 годами. По этому поводу Сидоний Аполлинарий сочинил эпиграфическую поэму. С именем св. Пациента связывают, возможно, неправильно, строительство других церквей, и особенно переделка храма Святого Стефана и баптистерия Святого Иоанна. В эпистолярном наследии Сидония Аполлинария, св. Пациент упоминается в связи с его огромной любовью и состраданием по отношению к бедным. Во время голода между 472 и 475 годами он доставил зерно через Рону и Саону, чтобы прокормить население.
Пациент также присутствовал на некоторых соборах того времени. Около 470 года он выступил на Соборе, который должен был урегулировать трудный вопрос об избрании епископа Шалонского. Им был поставлен во епископа Иоанна. В 474 или 475 году отмечается собор в Арле осудил священника Люция из Рьеза, сторонника неправославной идеи о предопределении. Имя Пациента появляется в послании синода относительно Мамертия Вьеннского и Верана Ванского. Собор, который состоялся в Лионе около 475 года и деяния которого были утеряны, осудил другие ошибки Люция. По этому поводу св. Пациент представил Соборному собранию свой Богословский сборник под названием церковный догмат. Св. Пациенту приписываются и некоторые проповеди.
В письмах Сидония Аполлинария не говорится о смерти св. Пациента и даже его преемника. Поэтому вполне вероятно, что епископ Лионский умер после Сидония Аполлинария в период между 480 и 494 гг.

Древнейшая литургическая аттестация св. епископа Пациента содержится в иеронимовом мартирологе (V—VI век), где его празднование назначено на 11 сентября. Из иеронимова мартиролога его поминовение перешло в Римский мартиролог, составленный Баронием. Сегодняшний мартиролог, реформированный в соответствии с указами II Ватиканского Собора, вспоминает святого епископа такими словами:
A Lione in Francia, san Paziente, vescovo, che, mosso da carità, distribuì gratuitamente il frumento alle città disposte lungo il Rodano e la Saône per soccorrere le popolazioni oppresse dalla fame e si impegnò a fondo in un apostolato di conversione degli eretici e di cura dei bisognosi.